# Đường Hồ Chí Minh
Đường Hồ Chí Minh là 1 trong 4 con đường giao thông huyết mạch, chạy từ Bắc vào Nam Việt Nam, các tuyến còn lại là Quốc lộ 1, Đường cao tốc Bắc – Nam phía Đông (Việt Nam) và đường ven biển Việt Nam. Đường Hồ Chí Minh còn một số đoạn đang thi công, dài khoảng 3.167 km chạy qua vùng núi phía Tây, khác với Quốc lộ 1 và đường cao tốc Bắc - Nam phía Đông chạy chủ yếu ở đồng bằng ven biển phía Đông. Tuyến đường này được xây dựng trên cơ sở nâng cấp mở rộng một số đoạn tỉnh lộ và quốc lộ cũng như làm mới một số đoạn. Các đoạn dựa trên nền quốc lộ và tỉnh lộ có sẵn được gọi là đoạn/tuyến tránh quốc lộ/tỉnh lộ. Dự kiến sau năm 2030, một số đoạn của đường Hồ Chí Minh sẽ được nâng cấp trở thành đường cao tốc Bắc – Nam phía Tây, với quy mô nhỏ hơn nhánh phía Đông.
Ngày 5 tháng 4 năm 2000, đường Hồ Chí Minh khởi công xây dựng giai đoạn 1. Ngày 3 tháng 2 năm 2004, tại kỳ họp thứ 6, khóa XI, Quốc hội Việt Nam đã có Nghị quyết số 38/2004/QH11 về chủ trương đầu tư xây dựng đường Hồ Chí Minh, và xác định đây là công trình quan trọng quốc gia.

## Quá trình xây dựng

### Lịch sử
Ngày 19 tháng 5 năm 1959, Chủ tịch Hồ Chí Minh quyết định thành lập tuyến vận tải chiến lược để chi viện cho miền Nam và các nước bạn - sau này trở thành con đường Hồ Chí Minh. Điểm xuất phát km 0 (km số 0) tại thị trấn Lạt (hay còn gọi là thị trấn Tân Kỳ, huyện Tân Kỳ, tỉnh Nghệ An) được đánh dấu bằng cột mốc số 0. Ngày 27 tháng 4 năm 1990, km 0 (km số 0) được công nhận là di tích lịch sử quốc gia.

### Đường đi
Theo Nghị quyết số 38/2004/QH11, Đường Hồ Chí Minh sẽ đi qua 30 tỉnh, thành phố trong cả nước Việt Nam, với tổng chiều dài toàn tuyến 3.167 km (trong đó tuyến chính dài 2.667 km, tuyến nhánh phía Tây dài 500 km). Đường sẽ có quy mô từ 2 đến 8 làn xe tùy thuộc địa hình.
Tuyến chính của Đường Hồ Chí Minh sẽ đi qua các địa điểm và địa phương sau: Pác Bó, thành phố Cao Bằng, thành phố Bắc Kạn, Chợ Mới, Chợ Chu, đèo Muồng, ngã 3 Trung Sơn, ngã 3 Phú Thịnh, cầu Bình Ca (sông Lô), ngã 3 Bình Ca (km 124 + 500 Quốc lộ 2), ngã 3 Phú Hộ, thị xã Phú Thọ, cầu Ngọc Tháp (sông Hồng), Cổ Tiết, cầu Trung Hà, thị xã Sơn Tây, Hòa Lạc, Xuân Mai, Chợ Bến, Xóm Kho, Ngọc Lặc, Lâm La, Thị xã Thái Hòa, Tân Kỳ, Khe Cò, Can Lộc, phía Đông hồ Kẻ Gỗ, Bùng, Cam Lộ, cầu Tuần, Khe Tre, đèo Đê Bay, đèo Mũi Trâu, Túy Loan, Hòa Khương, Thạnh Mỹ, đèo Lò Xo, Ngọc Hồi, Kon Tum, thành phố Pleiku, thành phố Buôn Ma Thuột, thành phố Gia Nghĩa, Đồng Xoài, Chơn Thành, Trảng Bàng, thị trấn Hậu Nghĩa, Thạnh Hóa, Tân Thạnh, thị trấn Mỹ An, thành phố Cao Lãnh, cầu Cao Lãnh (sông Tiền), cầu Vàm Cống (sông Hậu), Rạch Sỏi, Minh Lương, Gò Quao, Vĩnh Thuận, thành phố Cà Mau, cầu Đầm Cùng, Năm Căn, Đất Mũi.
Tuyến phía Tây sẽ đi qua các địa điểm: Khe Cò, Phố Châu, Vũ Quang, Tân Ấp, Khe Ve, đèo Đá Đẽo, Khe Gát, Bùng, đèo U Bò, Tăng Ký, cầu Khỉ, Sen Bụt, Khe Sanh, Đăk Rong, đèo Pê Kê, A Lưới, A Đớt, A Tép, Hiên, Thạnh Mỹ.
Đường Hồ Chí Minh có những đoạn trùng các đường cao tốc, tỉnh lộ và quốc lộ sau:
- Đường tỉnh 203 (Cao Bằng)
- Quốc lộ 2
- Quốc lộ 2C
- Quốc lộ 3
- Quốc lộ 12B
- Quốc lộ 21A
- Quốc lộ 15
- Quốc lộ 14
- Quốc lộ 14B
- Quốc lộ 14E
- Đường cao tốc Chơn Thành – Đức Hòa
- Đường cao tốc Mỹ An – Cao Lãnh
- Đường cao tốc Cao Lãnh – Lộ Tẻ
- Đường cao tốc Lộ Tẻ – Rạch Sỏi
- Quốc lộ 61
- Quốc lộ 63
- Quốc lộ 1 (Cà Mau)

Trong tương lai, khi Đường cao tốc Bắc – Nam phía Tây hoàn tất sẽ thay thế đoạn Tuyên Quang – Rạch Sỏi hiện tại.
Quảng Bình là địa phương có hệ thống đường Hồ Chí Minh (bao gồm nhánh Đông và nhánh Tây) đi qua dài nhất Việt Nam có tổng chiều dài 320 km.

## Các giai đoạn

### Giai đoạn 1
Thi công phần dài hơn 2000 km từ Hòa Lạc (Hà Nội) tới Đồng Nai (Bình Phước cũ). Ngày 5 tháng 4 năm 2000, Đường Hồ Chí Minh khởi công xây dựng giai đoạn 1 và đến năm 2006 đã tiến hành nghiệm thu cơ sở được 1.234,5 km đường, 261 cầu, 2 hầm và 2 nhà hạt. Vào những tháng đầu năm 2007, các đơn vị thi công đang gấp rút thi công các đoạn Hòa Lạc – Xuân Mai thuộc Hà Nội (dài 13 km), Hà Nội – Hòa Bình và đoạn qua Vườn Quốc gia Cúc Phương phần thuộc địa phận tỉnh Thanh Hóa (dài 93 km đường, 2 cầu lớn, 22 cầu trung và 6 cầu cạn), đoạn Ngọc Hồi – Tân Cảnh thuộc tỉnh Kon Tum (dài 22 km) và đường ngang nối cảng Nghi Sơn với Đường Hồ Chí Minh (dài 54 km). Theo nhận định của Ban Quản lý dự án Đường Hồ Chí Minh, đến cuối tháng 6 năm 2007, toàn bộ tuyến đường Hồ Chí Minh giai đoạn 1 sẽ được hoàn tất và tiến hành nghiệm thu cấp Nhà nước. Đến ngày 30 tháng 4 năm 2008, Đường Hồ Chí Minh trên phần giai đoạn 1 đã thông tuyến.

### Giai đoạn 2
Thi công phần từ Pác Bó (Cao Bằng) đến Hòa Lạc, phần Quốc lộ N2 và đoạn Năm Căn – Đất Mũi.

#### Đoạn Năm Căn – Đất Mũi
Dự án có điểm đầu tại cầu Ông Tình (huyện Năm Căn) và điểm cuối tại Khu du lịch Đất Mũi (xã Đất Mũi, huyện Ngọc Hiển), tỉnh Cà Mau. Toàn tuyến có tổng chiều dài hơn 58 km, quy mô đầu tư theo tiêu chuẩn đường cấp III đồng bằng. Hiện tuyến đường đã thông xe.

### Giai đoạn 3
Sau năm 2020, hoàn chỉnh toàn tuyến và từng bước xây dựng các đoạn tuyến theo tiêu chuẩn đường cao tốc.

#### Đoạn Chợ Chu – Ngã ba Trung Sơn
Đoạn chợ Chu – ngã ba Trung Sơn có tổng chiều dài gần 29 km. Điểm đầu dự án tại chợ Chu thuộc địa phận huyện Định Hóa, tỉnh Thái Nguyên và điểm cuối tại ngã ba Trung Sơn (giao cắt với quốc lộ 2C) thuộc huyện Yên Sơn, tỉnh Tuyên Quang.
Tuyến đường được đầu tư quy mô đường cấp III miền núi, 2 làn xe, nền đường rộng 9 m, bề rộng mặt đường 6 m, tốc độ thiết kế 60 km/h. Tổng mức đầu tư dự án là 1.665 tỉ đồng. Công trình được triển khai thi công vào ngày 7/6/2024. Thời gian dự kiến hoàn thành trong năm 2025.

#### Đoạn Rạch Sỏi – Vĩnh Thuận
Dự án có điểm đầu tại km 88 + 540 trên Quốc lộ 61 và điểm cuối tại km 65 + 100 trên Quốc lộ 63 (thị trấn Vĩnh Thuận, huyện Vĩnh Thuận, tỉnh Kiên Giang). Tổng chiều dài tuyến khoảng 51,82 km. Tuyến đường có thiết kế cấp III đồng bằng, bề rộng nền 22,5 m với 4 làn xe. Dự án sẽ hoàn thành sau năm 2020 do thiếu vốn.
Giai đoạn 1, dự án có quy mô đường cấp III đồng bằng, 2 làn xe, bề rộng nền đường 12 m, mặt đường 11 m. Dự kiến xây dựng 26 cầu; trong đó có 03 cầu vượt sông lớn là cầu Cái Lớn, cầu Bần Ổi và cầu Bến Luông; thiết kế vĩnh cửu bằng thép, bê tông cốt thép và bê tông cốt thép dự ứng lực. Sơ bộ tổng mức đầu tư dự án khoảng 3.904,66 tỷ đồng. Dự kiến sẽ khởi công dự án vào năm 2023 và hoàn thành năm 2025.
Về hướng tuyến, đoạn Rạch Sỏi - Bến Nhất cơ bản đi trùng, tận dụng và mở rộng Quốc lộ 61 hiện hữu. Đoạn Gò Quao - Vĩnh Thuận: Từ điểm tách Quốc lộ 61 (khoảng km 67) tuyến đi theo hướng Đông Nam đến khu vực phà Cái Lớn, vượt sông Cái Lớn tuyến đi bên phải Đường tỉnh 12 (qua trung tâm xã Vĩnh Thắng, Vĩnh Tuy) và kênh Lộ Xe đến phà Vĩnh Tuy (sông Cái Tàu); vượt sông Cái Tàu và đi song song, cách kênh Lộ Xe khoảng 300 – 500 m đến phà Vàm Chắc Băng (kênh Ngã Ba Đình); vượt kênh Ngã Ba Đình, đi bên trái Đường tỉnh 12 và kênh Chắc Băng; đến khoảng km 52 tuyến đi tránh thị trấn Vĩnh Thuận; kết thúc tại km 61 + 673 (nhập vào Quốc lộ 63 tại khoảng km 65 + 100).
Dự án đã chính thức được khởi công vào ngày 6 tháng 3 năm 2024 và dự kiến thông xe vào năm 2025. Đây là dự án có ý nghĩa quan trọng, nối thông Quốc lộ N2 với Quốc lộ 1, Quốc lộ 61, Quốc lộ 63, Quốc lộ 80 và tuyến đường bộ ven biển khu vực Tây Nam Bộ để tạo thành hệ thống giao thông liên hoàn của khu vực.

### Sửa đổi và ý kiến
Cuối năm 2013, Văn phòng Chính phủ có trình Quốc hội về sửa đổi bổ sung Nghị quyết số 38/2004/QH11.
Cuối năm 2013, đại biểu Quốc hội tại tỉnh Quảng Ninh cho là "tuyến đường Hồ Chí Minh có nhiều gấp khúc, khúc ngoặt so với tuyến đường Quốc lộ 1. Đề nghị quy hoạch tuyến đường cần cắt cua, giảm bớt những khúc ngoặt đảm bảo thuận lợi cho giao thông. Trong bối cảnh khó khăn về nguồn vốn hiện nay, đề nghị Uỷ ban Thường vụ Quốc hội nghiên cứu xem xét nên dừng lại để bảo dưỡng, tu sửa tuyến đường".

## Chi phí
Năm 2004, dự trù kinh phí cho dự án là 33 nghìn tỷ đồng theo thời giá lúc đó, tức là dự kiến đầu tư bình quân 12 tỷ đồng/km đường. Vì dự án đang thực hiện nên kinh phí được dự trù theo từng đoạn.
Cụ thể:
- Tuyến đường Hồ Chí Minh đoạn Gia Lai - Kon Tum dài khoảng 35 km, kinh phí hơn 700 tỷ đồng vào năm 2013.[7]

## Quá trình vận hành
Vào tháng 9 năm 2013, mặc dù mới xây xong, hàng trăm km đường bê tông của Đường Hồ Chí Minh đã bị hư hỏng. Một số đoạn vừa làm xong đã hỏng. Giám đốc điều hành dự án đường Hồ Chí Minh đoạn Kon Tum - Pleiku bị tạm đình chỉ chức vụ.
Từ năm 2012, đề án chuyển xe khách lên đường Hồ Chí Minh để giảm tải cho Quốc lộ 1 triển khai rầm rộ, trong đó có cả việc bắt buộc chuyển các xe khách đang hoạt động từ Quốc lộ 1 lên. Tuy nhiên, đến tháng 9 năm 2013, đề án coi như đã phá sản. Đáng báo động là phương tiện trên tuyến đường này có nguy cơ giảm mạnh. Công suất sử dụng tại nơi có lưu lượng cao nhất của đường Hồ Chí Minh chỉ bằng 1/10 so với thiết kế.
Nguyên nhân dẫn tới thực trạng trên là do tuyến đường này phải vượt qua nhiều đèo dốc dẫn tới việc tiêu tốn nhiên liệu cao hơn chạy tuyến Quốc lộ 1. Trên tuyến đường lại có rất nhiều ngã ba, ngã tư và đường nhỏ chạy ngang cắt qua, rất nguy hiểm và hệ thống biển báo tốc độ, chỉ dẫn, gờ giảm tốc, đèn tín hiệu... còn nhiều bất cập và chưa hoàn thiện. Ngoài ra, tuyến đường còn thiếu nhiều hệ thống dịch vụ kèm theo như các điểm sửa chữa khi xe bị hỏng, hệ thống nhà hàng, khách sạn thưa thớt nên dân tài xế rất ngại đi theo tuyến này. Dân cư lại thưa thớt nên xe khách không muốn đi vào tuyến đường.
Tuy nhiên, sau những sự kiện trong tháng 4, tháng 5 năm 2017 ở Nghệ An và Hà Tĩnh, tính cần thiết của một con đường song song với Quốc lộ 1 chạy dọc theo dãy Trường Sơn đã được khẳng định.